# 1946年柬埔寨大選
1946年9月1日，柬埔寨举行大选。民主党赢得67个席位中的50个席位，据估计选民投票率为60%。